# ターチャーン駅
ターチャーン駅（ターチャーンえき、タイ語: สถานีรถไฟท่าช้าง ）は、タイ王国東北部ナコーンラーチャシーマー県チャルームプラキアット郡にある、タイ国有鉄道東北線・南線の駅である。

## 概要
ナコーンラーチャシーマー県の人口3万5千人が暮らすチャルームプラキアット郡に位置する。駅の正面側は北向きである。
クルンテープ駅（バンコク）より285.40km地点に位置し、快速利用で6時間10分程度である。1日に12本（6往復）の列車が発着し、その内訳は快速2往復、普通4往復である。　

## 歴史
タイ最初の官営鉄道であるクルンテープ駅 - アユタヤ駅間が1897年3月26日に開業した。1900年12月21日に当初の計画のナコンラチャシーマまで開通し、そのしばらく後にウボンラーチャターニーまで路線を延長する事になり、1922年5月1日に当駅が開業した。開業後3年程は終着駅であったが、1925年4月1日に ブリーラム駅まで開通した事により中間駅となった。
- 1922年5月1日：ナコンラチャシマー駅 - 当駅間開通に伴い開業。
- 1925年4月1日：ブリーラム駅まで延伸され、途中駅となる。

## 駅構造
単式ホーム1面1線をもつ地上駅であり、駅舎はホームに面している

## 駅周辺
- ナコーンラーチャシーマー空港 (8km)